# Vrahovice
Vrahovice (njem.: Wrahowitz) su selo na sutoci rječica Romže i Hloučele u Češkoj, u pokrajini Olomoučki kraj.

## Zemljopisni položaj
Nalazi se na 215 m nadmorske visine na 49°28′51″N 17°8′54″E / 49.48083°N 17.14833°E, u Moravskoj. Kod ovog je sela sutoka rijeka Romže i Hloučele, koje se spajaju u novu rječicu Valovu. 

## Upravna organizacija
Površine je 5,87 četvornih kilometara. Upravno pripada Prostejovskom okrugu. Poštanski broj sela je 798 11. 

## Stanovništvo
U Vrahovicama je prema popisu iz 2001. godine živjelo 3.402 stanovnika. 
| Godina          | 1869. | 1880. | 1890. | 1900. | 1910. | 1921. | 1930. | 1950. | 1961. | 1970. | 1980. | 1991. | 2001. |
| --------------- | ----- | ----- | ----- | ----- | ----- | ----- | ----- | ----- | ----- | ----- | ----- | ----- | ----- |
| Broj stanovnika | 767   | 753   | 775   | 955   | 1.352 | 1.536 | 1.760 | 2.783 | 2.897 | 2.571 | 3.221 | 3.307 | 3.402 |

## Vanjske poveznice
- (češ.) Vrahovice.eu
- (češ.) Katastarska mapa općine Vrahovice  Arhivirana inačica izvorne stranice od 21. ožujka 2012. (Wayback Machine) na stranicama Češkog zavoda za katastarska mjerenja
- (češ.) Interaktivna mapa Vrahovica
- (češ.) Galerija fotografija na Vrahovice.eu
- (engl.) Galerija fotografija na FIlckr.com